# Elodie Keene
Pour les articles homonymes, voir Keene.
Elodie Keene est une réalisatrice et productrice de télévision américaine née le 10 avril 1949 à Berkeley en Californie.

## Filmographie

### Comme réalisatrice
- 1993 - 1994 : La Loi de Los Angeles (saisons 4 à 8, plusieurs épisodes) : [Qui ?]

- 1994 - 1995 : Urgences (saison 1, 2 épisodes) : [Qui ?]

- 1999 - 2001 : Popular (saisons 1 et 2, 4 épisodes) : [Qui ?]

- 1998 - 1999 : Ally McBeal (2 épisodes) : [Qui ?]

- 2000. New York unité spéciale saison 2 épisode 6.

- 2001 - 2002 : Amy (saisons 2 à 4, 4 épisodes) : [Qui ?]

- 2006 - 2009 : The Closer : L.A. enquêtes prioritaires (saisons 1 à 4, plusieurs épisodes)

- 2005 - 2010 : Nip/Tuck (saisons 1 à 7, plusieurs épisodes)

- 2009 - 2014 : Glee (saisons 1 et 4, plusieurs épisodes)

- 2010 - 2012 : Pretty Little Liars (2 épisodes de la saison 2) :

- 2014 : Rush (1 épisode)

### Comme productrice
- 1989-1994 : La Loi de Los Angeles